# فرح‌آباد (کاشان)
فرح‌آباد (کاشان)، روستایی از توابع بخش نیاسر شهرستان کاشان در استان اصفهان ایران است.

## جمعیت
این روستا در دهستان کوه دشت قرار دارد و براساس سرشماری مرکز آمار ایران در سال ۱۳۸۵، جمعیت آن ۱۳ نفر (۴خانوار) بوده‌است.